# Swiss Open Gstaad 2021
Swiss Open Gstaad 2021, oficiálně se jménem sponzora J. Safra Sarasin Swiss Open Gstaad 2021, byl tenisový turnaj pořádaný jako součást mužského okruhu ATP Tour, který se odehrával na otevřených antukových dvorcích s centrální arénou Roye Emersona. Probíhal mezi 19. až 25. červencem 2021 ve švýcarském Gstaadu jako padesátý třetí ročník turnaje.
Turnaj s rozpočtem 481 270 eur patřil do kategorie ATP Tour 250. Nejvýše nasazeným hráčem ve dvouhře se stal desátý tenista světa Denis Shapovalov z Kanady, kterého ve druhém kole vyřadil český kvalifikant Vít Kopřiva, jenž na túře ATP debutoval. Jako poslední přímý účastník do singlové soutěže nastoupil 160. hráč žebříčku, Francouz Hugo Gaston.
Čtvrtý singlový titul na okruhu ATP Tour, a druhý v řadě, vybojoval Nor Casper Ruud. Čtyřhru vyhráli Švýcaři Marc-Andrea Hüsler s Dominikem Strickerem, kteří na túře ATP získali první kariérní tituly.

## Rozdělení bodů a finančních odměn

### Rozdělení bodů
| Soutěž       | vítězové | finalisté | semifinalisté | čtvrtfinalisté | 16 v kole | 32 v kole | Q  | Q2 | Q1 |
| ------------ | -------- | --------- | ------------- | -------------- | --------- | --------- | -- | -- | -- |
| dvouhra mužů | 250      | 150       | 90            | 45             | 20        | 0         | 12 | 6  | 0  |
| čtyřhra mužů | 250      | 150       | 90            | 45             | 0         | —         | —  | —  | —  |

### Finanční odměny
| Soutěž                                | vítězové | finalisté | semifinalisté | čtvrtfinalisté | 16 v kole | 32 v kole | Q2      | Q1      |
| ------------------------------------- | -------- | --------- | ------------- | -------------- | --------- | --------- | ------- | ------- |
| dvouhra mužů                          | 41 145 € | 29 500 €  | 21 000 €      | 14 000 €       | 9 000 €   | 5 415 €   | 2 645 € | 1 375 € |
| čtyřhra mužů                          | 15 360 € | 11 000 €  | 7 250 €       | 4 710 €        | 2 760 €   | —         | —       | —       |
| částka ve čtyřhrách je uvedena na pár |          |           |               |                |           |           |         |         |

## Mužská dvouhra

### Nasazení
| Stát                             | Hráč                  | ATP | Nasazení |
| -------------------------------- | --------------------- | --- | -------- |
| Kanada                           | Denis Shapovalov      | 10. | 1.       |
| Španělsko                        | Roberto Bautista Agut | 14. | 2.       |
| Norsko                           | Casper Ruud           | 16. | 3.       |
| Chile                            | Cristian Garín        | 18. | 4.       |
| Argentina                        | Federico Delbonis     | 48. | 5.       |
| Francie                          | Benoît Paire          | 51. | 6.       |
| Srbsko                           | Laslo Djere           | 57. | 7.       |
| Španělsko                        | Feliciano López       | 90. | 8.       |
| Žebříček ATP k 12. červenci 2021 |                       |     |          |

### Jiné formy účasti
Následující hráči obdrželi divokou kartu do hlavní soutěže:
- Johan Nikles
- Leandro Riedi
- Dominic Stricker

Následující hráči postoupili z kvalifikace:
- Zizou Bergs
- Sandro Ehrat
- Vít Kopřiva
- Oscar Otte

Následující hráči postoupili z kvalifikace jako šťastní poražení:
- Enzo Couacaud
- Kacper Żuk

### Odhlášení
před zahájením turnaje
- Facundo Bagnis → nahradil jej  Juan Ignacio Londero
- Roberto Carballés Baena → nahradil jej  Tallon Griekspoor
- Federico Coria → nahradil jej  Hugo Gaston
- Norbert Gombos → nahradil jej  Dennis Novak
- Yannick Hanfmann → nahradil jej  Kacper Żuk
- Philipp Kohlschreiber → nahradil jej  Enzo Couacaud
- Kamil Majchrzak → nahradil jej  Marc-Andrea Hüsler
- Dominic Thiem → nahradil jej  Arthur Rinderknech
- Jo-Wilfried Tsonga → nahradil jej  Marc Polmans
- Fernando Verdasco → nahradil jej  Thiago Seyboth Wild

### Skrečováni
- Tallon Griekspoor
- Marc-Andrea Hüsler

## Mužská čtyřhra

### Nasazení
| Stát                                                                        | Hráč            | Stát       | Hráč             | ATP  | Nasazení |
| --------------------------------------------------------------------------- | --------------- | ---------- | ---------------- | ---- | -------- |
| Nizozemsko                                                                  | Robin Haase     | Nizozemsko | Matwé Middelkoop | 79.  | 1.       |
| Uruguay                                                                     | Ariel Behar     | Ekvádor    | Gonzalo Escobar  | 96.  | 2.       |
| Monako                                                                      | Hugo Nys        | Itálie     | Andrea Vavassori | 130. | 3.       |
| Švédsko                                                                     | André Göransson | Dánsko     | Frederik Nielsen | 160. | 4.       |
| Žebříček ATP k 12. červenci 2021; číslo je součtem umístění obou členů páru |                 |            |                  |      |          |

### Jiné formy účasti
Následující páry obdržely divokou kartu do hlavní soutěže:
- Marc-Andrea Hüsler /  Dominic Stricker
- Jakub Paul /  Leandro Riedi

### Odhlášení
před zahájením turnaje
- Kamil Majchrzak /  Szymon Walków → nahradili je  Szymon Walków /  Jan Zieliński
- Elias Ymer /  Mikael Ymer → nahradili je  Dustin Brown /  Tristan-Samuel Weissborn
- Yannick Hanfmann /  Marc Polmans → nahradili je  Zizou Bergs /  Tallon Griekspoor

v průběhu turnaje
- Zizou Bergs /  Tallon Griekspoor

### Skrečováni
- Sander Arends /  David Pel

## Přehled finále

### Mužská dvouhra
- Casper Ruud  vs.  Hugo Gaston, 6–3, 6–2

### Mužská čtyřhra
- Marc-Andrea Hüsler /  Dominic Stricker vs.  Szymon Walków /  Jan Zieliński, 6–1, 7–6(9–7)